# Sai Pallavi
Sai Pallavi Senthamarai (Kotagiri, 9 mei 1992) is een Indiaas actrice die voornamelijk in de Telugu,- en Tamil filmindustrie actief is.

## Biografie
Pallavi verscheen als kind in de Tamil films Kasthuri Maan (2005) en Dhaam Dhoom (2008). Gezien dansen haar passie is en ze er graag iets mee wilde doen deed ze mee aan twee dans reality shows Ungalil Yaar Adutha Prabhu Deva (2008) en Dhee Ultimate Dance Show (2009). In 2014, toen Pallavi een medische studie volgde aan de Universiteit in Tbilisi, werd ze benaderd door filmmaker Alphonse Puthren die haar de rol van Malar aanbood in zijn Malayalam film Premam. Ze maakte de film tijdens de vakantie en keerde, nadat de opnames waren afgelopen, terug naar haar studie. Deze rol katapulteerde haar naar instant roem als "Malar Teacher". Ze won dat jaar verschillende prijzen voor "Beste vrouwelijke debuut", waaronder de Filmfare Award voor beste vrouwelijke debuut. Eind 2015 nam ze een maand pauze van haar studie om te acteren in haar tweede film Kali, die in maart 2016 uitkwam. In 2017 maakte ze haar debuut in de Telugu filmindustrie met Fidaa. Haar optreden in de film wordt door de pan-India platform voor entertainmentjournalistiek Film Companion beschouwd als een van de "100 beste uitvoeringen van het decennium". Ze maakte haar debuut als hoofdrolspeelster in de Tamil filmindustrie met de tweetalige film Diya (2018), dat in het Telugu uitgebracht werd onder de naam Kanam.

## Filmografie

### Films
| Jaar | Film                   | Rol                    | Taal      | Opmerking                       |
| ---- | ---------------------- | ---------------------- | --------- | ------------------------------- |
| 2005 | Kasthuri Maan          | scholiere              | Tamil     | als kind                        |
| 2008 | Dhaam Dhoom            | kennis van Shenba      | Tamil     | als kind                        |
| 2015 | Premam                 | Malar                  | Malayalam |                                 |
| 2016 | Kali                   | Anjali                 | Malayalam |                                 |
| 2017 | Fidaa                  | Bhanumathi             | Telugu    |                                 |
| 2017 | Middle Class Abbayi    | Pallavi                | Telugu    |                                 |
| 2018 | Diya                   | Thulasi                | Tamil     |                                 |
| 2018 | Kanam                  | Thulasi                | Telugu    |                                 |
| 2018 | Padi Padi Leche Manasu | Vaishali Cherukuri     | Telugu    |                                 |
| 2018 | Maari 2                | Aanandhi Maariyappan   | Tamil     |                                 |
| 2019 | Athiran                | Nithya                 | Malayalam |                                 |
| 2019 | NGK                    | Geetha Kumari          | Tamil     |                                 |
| 2020 | Paava Kadhaigal        | Sumathi                | Tamil     | Netflix film, verhaal Oor Iravu |
| 2021 | Love Story             | Mounika Rani           | Telugu    |                                 |
| 2021 | Shyam Singha Roy       | Maithreyi/ Rosie       | Telugu    |                                 |
| 2022 | Virata Parvam          | Vennela                | Telugu    |                                 |
| 2022 | Gargi                  | Gargi                  | Tamil     |                                 |
| 2024 | Amaran                 | Indhu Rebecca Varghese | Tamil     |                                 |
| 2025 | Thandel                | Satya                  | Telugu    |                                 |

### Televisie
| Jaar | Programma                        | Rol          | Taal   | Opmerking  |
| ---- | -------------------------------- | ------------ | ------ | ---------- |
| 2008 | Ungalil Yaar Adutha Prabhu Deva? | deelneemster | Tamil  | finalist   |
| 2009 | Dhee Ultimate Dance Show         | deelneemster | Telugu | 4de plaats |